# Curtain Call 2
Pour l’article homonyme, voir Curtain Call.
Albums de Eminem
Music to Be Murdered By
(2020) The Death of Slim Shady (Coup de Grâce)
(2024)
Singles
1. The King & I
Sortie : 16 juin 2022
2. From the D 2 the LBC
Sortie : 24 juin 2022

Curtain Call 2 est une compilation du rappeur Eminem sortie en 2022. Il s'agit du second album compilation de l'artiste, après Curtain Call: The Hits (2005), réunissant ses titres à succès enregistrés entre 2007 et 2022. Il contient deux titres inédits.

## Historique
En juin 2022, une collaboration entre Eminem et Snoop Dogg, From the D 2 the LBC, est dévoilée. La sortie de la compilation est annoncée le 11 juillet 2022,.  
La compilation contient notamment deux titres inédits, From the D 2 the LBC (feat. Snoop Dogg) et Is This Love ('09) (feat. 50 Cent) et un remix inédit de Rap God. On retrouve également le titre The King and I, présent sur aucun album du rappeur mais sur la bande originale du film Elvis, sorti peu de temps avant Curtain Call 2. La compilation regroupe par ailleurs des titres qui sont apparus sur des albums d'autres artistes comme le titre Best Friend extrait de Love Story de Yelawolf. Elle comprend également deux titres de Hell: The Sequel de Bad Meets Evil, groupe formé par Eminem et Royce da 5'9".

## Singles
Le titre The King & I, en duo avec Cee Lo Green, est dévoilé le 16 juin 2022. Il est présent sur la bande originale du film Elvis de Baz Luhrmann. La présence du titre est ensuite annoncée sur la compilation Curtain Call 2.
Le titre From the D 2 the LBC avec Snoop Dogg est publié le 24 juin 2022 par Eminem sur Twitter. Il dévoile également un clip mettant en scène les deux artistes sous la formes d'avatars cartoonesques à tête de singe, en référence aux NFT de Bored Ape. Le jour de la sortie, Eminem et Snoop Dogg interprètent le titre à l'ApeFest, un festival de Bored Ape.

## Liste des titres
| CD1   | CD1                                        | CD1                       | CD1   | CD1 | CD1 | CD1 | CD1 | CD1 | CD1 |
| No    | Titre                                      | Album                     | Durée |     |     |     |     |     |     |
| ----- | ------------------------------------------ | ------------------------- | ----- | --- | --- | --- | --- | --- | --- |
| 1.    | Godzilla (feat. Juice Wrld)                | Music to Be Murdered By   | 3:30  |     |     |     |     |     |     |
| 2.    | Lucky You (feat. Joyner Lucas)             | Kamikaze                  | 4:04  |     |     |     |     |     |     |
| 3.    | Lighters (Bad Meets Evil feat. Bruno Mars) | Hell: The Sequel          | 5:03  |     |     |     |     |     |     |
| 4.    | Gnat                                       | Music to Be Murdered By   | 3:44  |     |     |     |     |     |     |
| 5.    | Cinderella Man                             | Recovery                  | 4:39  |     |     |     |     |     |     |
| 6.    | Walk on Water (feat. Beyoncé)              | Revival                   | 5:04  |     |     |     |     |     |     |
| 7.    | Rap God                                    | The Marshall Mathers LP 2 | 6:03  |     |     |     |     |     |     |
| 8.    | Love the Way You Lie (feat. Rihanna)       | Recovery                  | 4:23  |     |     |     |     |     |     |
| 9.    | Won't Back Down (feat. Pink)               | Recovery                  | 4:25  |     |     |     |     |     |     |
| 10.   | Higher                                     | Music to Be Murdered By   | 3:42  |     |     |     |     |     |     |
| 11.   | Berzerk                                    | The Marshall Mathers LP 2 | 3:58  |     |     |     |     |     |     |
| 12.   | Not Afraid                                 | Recovery                  | 4:10  |     |     |     |     |     |     |
| 13.   | From the D 2 the LBC (feat. Snoop Dogg)    | titre inédit              | 3:35  |     |     |     |     |     |     |
| 14.   | Nowhere Fast (feat. Kehlani)               | Revival                   | 4:24  |     |     |     |     |     |     |
| 15.   | Fall                                       | Kamikaze                  | 4:22  |     |     |     |     |     |     |
| 16.   | Phenomenal                                 | Southpaw                  | 4:42  |     |     |     |     |     |     |
| 17.   | Fast Lane (Bad Meets Evil)                 | Hell: The Sequel          | 4:09  |     |     |     |     |     |     |
| 18.   | You're Never Over                          | Recovery                  | 5:05  |     |     |     |     |     |     |
| 79:02 |                                            |                           |       |     |     |     |     |     |     |

| 1.  | 3 a.m.                                   | Relapse                   | 5:19 |
| 2.  | Space Bound                              | Recovery                  | 4:38 |
| 3.  | Beautiful                                | Relapse                   | 6:32 |
| 4.  | The Monster (feat. Rihanna)              | The Marshall Mathers LP 2 | 4:10 |
| 5.  | Venom                                    | Kamikaze                  | 4:29 |
| 6.  | Crack a Bottle (feat. Dr. Dre & 50 Cent) | Relapse                   | 4:57 |
| 7.  | Is This Love ('09) (feat. 50 Cent)       | titre inédit              | 3:32 |
| 8.  | River (feat. Ed Sheeran)                 | Revival                   | 3:41 |
| 9.  | Survival                                 | The Marshall Mathers LP 2 | 4:32 |
| 10. | Best Friend (Yelawolf feat. Eminem)      | Love Story                | 5:14 |
| 11. | Darkness                                 | Music to Be Murdered By   | 5:37 |
| 12. | Kings Never Die (feat. Gwen Stefani)     | Southpaw                  | 4:56 |
| 13. | No Love (feat. Lil Wayne)                | Recovery                  | 5:00 |
| 14. | Headlights (feat. Nate Ruess)            | The Marshall Mathers LP 2 | 5:43 |
| 15. | The King and I (feat. Cee Lo Green)      | Elvis                     | 3:14 |
| 16. | Farewell                                 | Music to Be Murdered By   | 4:07 |

| Titre bonus édition digitale | Titre bonus édition digitale | Titre bonus édition digitale | Titre bonus édition digitale | Titre bonus édition digitale | Titre bonus édition digitale | Titre bonus édition digitale | Titre bonus édition digitale | Titre bonus édition digitale | Titre bonus édition digitale |
| No                           | Titre                        | Album                        | Durée                        |                              |                              |                              |                              |                              |                              |
| ---------------------------- | ---------------------------- | ---------------------------- | ---------------------------- | ---------------------------- | ---------------------------- | ---------------------------- | ---------------------------- | ---------------------------- | ---------------------------- |
| 17.                          | Rap God (Mr. Cii Remix)      | remix inédit                 | 6:15                         |                              |                              |                              |                              |                              |                              |
| 81:56                        |                              |                              |                              |                              |                              |                              |                              |                              |                              |

## Certifications
| Pays                    | Certification | Unités certifiées |
| ----------------------- | ------------- | ----------------- |
| France (SNEP)           | Or            | 50 000            |
| Nouvelle-Zélande (RMNZ) | Or            | 7 500             |